# جون بيش
جون بيش (بالإنجليزية: John Paish)‏ مواليد 23 مارس 1940 في إنجلترا، هو لاعب كرة مضرب بريطاني سابق وكان يلعب باليد اليسرى. أعلى تصنيف له في الفردي كان المركز الـ 80 في سنة 1973.

## النهائيات

### الفردي: 1 (0–1)
| الحصيلة | الرقم | السنة | الدورة                             | الأرضية | المنافس في النهائي | النتيجة في النهائي |
| ------- | ----- | ----- | ---------------------------------- | ------- | ------------------ | ------------------ |
| الوصافة | 1.    | 1972  | بطولة كوينز للتنس، المملكة المتحدة | عشبية   | جيمي كونرز         | 2-6, 3-6           |

### الزوجي: 1 (0–1)
| الحصيلة | الرقم | السنة | الدورة                   | الأرضية | الشريك      | المنافس في النهائي     | النتيجة في النهائي |
| ------- | ----- | ----- | ------------------------ | ------- | ----------- | ---------------------- | ------------------ |
| الوصافة | 1.    | 1971  | نيوبورت، المملكة المتحدة | عشبية   | جون كليفتون | كين روزوول روجر تايلور | 5-7, 6-3, 2-6      |

## روابط خارجية
- جون بيش على موقع رابطة محترفي التنس (الإنجليزية)
- جون بيش على موقع الاتحاد الدولي لكرة المضرب (الإنجليزية)
- جون بيش على موقع كأس ديفيز (الإنجليزية)
- جون بيش على موقع خلاصة التنس.كوم (الإنجليزية)